# Zhangheotherium quinquecuspidens
Lo zhangheoterio (Zhangheotherium quinquecuspidens) era un mammifero primitivo, appartenente ai simmetrodonti. Visse nel Cretaceo inferiore (circa 130 milioni di anni fa) e i suoi resti sono stati ritrovati in Cina, nella famosa formazione Yixian.

## Significato dei fossili

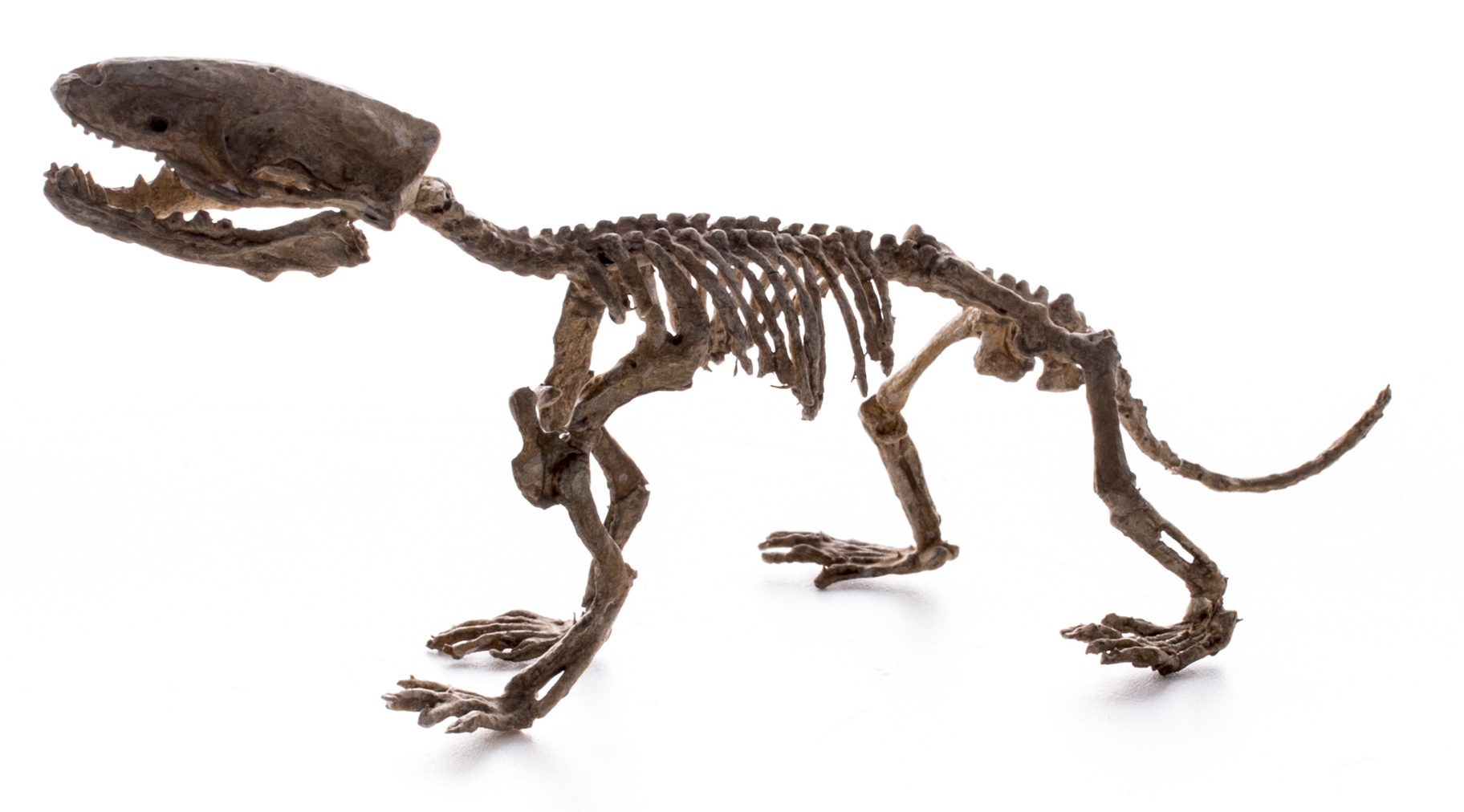
Zhangheoterio al MUSE di Trento

Descritto per la prima volta nel 1997, questo mammifero è stato il primo simmetrodonte noto attraverso uno scheletro completo. In precedenza questo gruppo di mammiferi arcaici era noto solo per i caratteristici denti appuntiti. Zhangheotherium possedeva numerose caratteristiche antiquate, riscontrabili anche nei monotremi e nei multitubercolati, ma la più straordinaria era la presenza di uno sperone velenifero posizionato sulle zampe posteriori, analogo a quello dell'odierno ornitorinco. Oltre a ciò, le articolazioni degli arti di Zhangheotherium suggeriscono che questo animale camminasse come un rettile, tenendo le zampe larghe rispetto al corpo. Altri mammiferi del Mesozoico possedevano questa caratteristica, ad esempio Jeholodens e Repenomamus. I fossili di Zhangheotherium, infine, presentano tracce di peli intorno al corpo.

## Stile di vita
Zhangheotherium doveva essere un piccolo animale che viveva sul terreno, e probabilmente predava insetti e piccoli invertebrati. Un fossile attribuito al dinosauro piumato Sinosauropteryx (Hurum et al., 2006) reca all'altezza della regione dello stomaco due piccole mascelle di Zhangheotherium; sembra quindi che il dinosauro abbia predato il piccolo mammifero; è anche possibile che sia rimasto ucciso in seguito alla puntura dello sperone di Zhangheotherium.